# 馬其頓的斯特拉托妮可
斯特拉托妮可（希臘語：Στρατoνικη , 前三世紀人物），是塞琉古國王安條克一世與王后敘利亞的斯特拉托妮可所生的女兒。
她嫁給馬其頓國王德米特里二世，並生下一位女兒命名為阿帕瑪。這段婚姻起始和結束的時間不清楚，她一直留在馬其頓直到前239年德米特里二世迎娶第二任妻子佛提雅，因厭惡德米特里二世才離開馬其頓，回到塞琉古帝國。斯特拉托妮可企圖誘使姪子塞琉古二世向馬其頓開戰，來為自己被羞辱復仇，但塞琉古二世沒有接受此項要求。之後斯特拉托妮可與塞琉古二世訂婚，然而因為塞琉古二世忙於戰事而沒空舉行婚禮。當塞琉古二世外出遠征來收復巴比倫尼亞和東方上部行省之刻，斯特拉托妮可趁著這個國王不在的機會發動叛亂，占據了首都安條克。一當塞琉古二世率軍返回，斯特拉托妮可輕易就被逐出，她逃到塞琉西亞，並遭到王軍圍攻，最後她被俘擄，被處死 。

## 來源
1. ↑   該撒利亞的優西比烏, 編年史 (Schoene ed.), pag. 249
2. ↑  .   [2010-12-06]. （原始内容存档于2016-03-03）. （页面存档备份，存于）
3. ↑   查士丁, Epitome of Pompeius Trogus, xxliii. 1; 弗拉維奧·約瑟夫斯, 駁斥阿比安（Against Apion）, i. 22

- 威廉·史密斯，《希腊羅馬的神話和傳記辭典》, "Stratonice (4)" （页面存档备份，存于）, 波士頓, (1867)